# Dorota Sak
Dorota Sak (ur. 1962) – polska malarka i projektantka ubiorów.
Absolwentka Akademii Sztuk Pięknych im. Władysława Strzemińskiego w Łodzi (dyplom z wyróżnieniem w 1990). Zatrudniona na tej uczelni od 1990. Kierownik Pracowni Kształtowania Formy Ubioru. W latach 2012-2016 kierownik Katedry Ubioru. Doktor habilitowany w dziedzinie sztuki użytkowe (2008). W 2019 została profesorem sztuki.